# 翁德热·帕拉特
翁德热·帕拉特（捷克語：Ondřej Palát，1993年3月28日—），生于弗里代克-米斯泰克，捷克男子冰球运动员。他曾代表捷克国家队参加2014年冬季奥林匹克运动会男子冰球比赛，获得第六名。